# 요소 가격 균등화
요소 가격 균등화(영어: Factor price equalization) 또는 생산요소가격균등화정리는 폴 새뮤얼슨(1948)의 경제학 이론으로, 상품에서 임금률이나 자본 지대와 같은 동일한 생산 요소의 가격이 국제 무역의 결과로 국가 간에 균등화될 것이라고 말한다. 이 정리는 두 가지 재화와 두 가지 생산 요소, 예를 들어 자본과 노동이 있다고 가정한다. 이 정리의 또 다른 주요 가정은 상품의 자유 무역으로 인해 각 국가가 동일한 상품 가격에 직면하고 생산에 동일한 기술을 사용하며 두 상품을 모두 생산한다는 것이다. 결정적으로 이러한 가정은 노동 이주나 자본 흐름과 같은 요소 이동이 필요 없이 국가 간에 요소 가격이 균등해지는 결과를 낳는다.
이 이론을 간단하게 요약하면, 자유 무역으로 전환하면서 국가 간에 산출물 가격이 균등해지면 요소(자본 및 노동)의 가격도 국가 간에 균등해진다는 것이다.
따라서 두 국가가 경제적으로 통합되고 효과적으로 하나의 시장이 되기 전에 가장 낮은 가격을 받는 요소는 경제의 다른 요소에 비해 더 비싼 경향이 있는 반면, 가장 높은 가격을 가진 요소는 더 저렴해지는 경향이 있다.
완전 경쟁 시장에서 생산 요소의 수익은 한계 생산성의 가치에 따라 달라진다. 노동과 같은 요소의 한계 생산성은 자본의 양뿐만 아니라 사용되는 노동의 양에도 따라 달라진다. 한 산업에서 노동량이 증가하면 노동의 한계생산성은 감소한다. 자본의 양이 증가함에 따라 노동의 한계생산성은 증가한다. 마지막으로, 생산성의 가치는 시장에서 상품이 지배하는 생산량 가격에 따라 달라진다.
요소가격 균등화의 자주 인용되는 사례는 임금이다. 두 국가가 자유 무역 협정을 체결하면 두 국가의 동일한 일자리에 대한 임금이 서로 가까워지는 경향이 있다.
결과는 헥셔 올린 모형 가정의 결과로서 처음으로 수학적으로 입증되었다.
간단히 말해, 자유 무역으로 전환하면서 국가 간에 산출물 가격이 균등해지면 투입 요소(자본 및 노동)의 가격도 국가 간에 균등해진다는 정리이다.
이 이론은 1933년 아바 러너에 의해 독립적으로 발견되었으나 훨씬 늦은 1952년에 출판되었다. "러너 다이어그램"은 국제 무역 이론을 가르치는 데 있어 핵심 분석 도구로 남아 있다.